# Saint-Pierre-du-Val
Saint-Pierre-du-Val es una localidad y comuna francesa situada en la región de Alta Normandía, departamento de Eure, en el distrito de Bernay y cantón de Beuzeville.

## Demografía
| 377 | 359 | 320 | 337 | 349 | 456 |
| Para los censos de 1962 a 1999 la población legal corresponde a la población sin duplicidades (Fuente: INSEE [Consultar]) |     |     |     |     |     |

## Administración

### Entidades intercomunales
Saint-Pierre-du-Val está integrada en la Communauté de communes du canton de Beuzeville. Además forma parte de diversos sindicatos intercomunales para la prestación de diversos servicios públicos:
- S.A.E.P de Beuzeville
- Syndicat de gestion du CEG de Beuzeville
- Syndicat de l'électricité et du gaz de l'Eure (SIEGE)
- S.I.V.O.S Jacques Rueff .

### Riesgos
La prefectura del departamento de Eure incluye la comuna en la previsión de riesgos mayores  por:
- Presencia de cavidades subterráneas.
- Riesgos derivados del transporte de mercancías peligrosas.
- Riesgos derivados de actividades industriales.